# Emsland-Gymnasium
Das Emsland-Gymnasium ist ein Gymnasium im westfälischen Rheine.

## Geschichte
Das Emsland-Gymnasium wurde 1853 als höhere Mädchenschule gegründet, die eine Ausbildung etwa bis zur mittleren Reife erteilte. Die Schule erhielt die Bezeichnung „Emslandschule“ im Jahre 1938, als hier erstmals eine Reifeprüfung abgelegt wurde. Nachdem die Mädchenschulen der Umgebung, die sich in kirchlicher Trägerschaft befanden (Ahaus, Grafschaft Bentheim, Lingen, Steinfurt und Tecklenburg), von den Nationalsozialisten geschlossen worden waren, war es die einzige Einrichtung, auf der Mädchen zum Abitur gelangen konnten.
Die Schule trägt im Logo seit dem 100-jährigen Jubiläum 1953 eine Kogge und die Farben der Stadt Rheine. 1972 wurde sie ein Gymnasium für Jungen und Mädchen. Seit dieser Zeit gehört der südliche Teil des Kreises Emsland zum festen Bestandteil des Einzugsgebiets der Schule. 2003 feierte die Schule ihr 150-jähriges Bestehen mit zahlreichen Veranstaltungen, an denen prominente Gäste teilnahmen.

## Schulgebäude
Die Schule erhielt 1979 ein modernes Gebäude. Für die Naturwissenschaften stehen insgesamt zehn Fachräume zur Verfügung. Ergänzt wird das Angebot durch Musik- und Kunstfachräume, eine Sprachwerkstatt und ein modernes Medienzentrum, sowie eine Mensa und ein Sekretariat. Am 22. Juni 2025 zerstörte ein Brand die Sporthalle des Emsland-Gymnasiums. Die Polizei nahm Ermittlungen wegen Brandstiftung auf.

## Stolpersteine
In Rheine sind die ersten Stolpersteine am 21. April 2004 von dem Kölner Künstler Gunter Demnig am Gymnasium Dionysianum und am Emsland-Gymnasium gesetzt worden. Die Schüler der Jahrgangsstufe 10 der Schule und die Abiturientia 2004 haben die Kosten für die Stolpersteine aufgebracht. Sie sollen an zwei ehemalige jüdische Mitschülerinnen erinnern, die von den Nationalsozialisten umgebracht wurden.

## Persönlichkeiten
- Monika Hermanns (* 1959), Richterin
- Gerda Hövel (* 1954), Politikerin
- Rita Süssmuth (* 1937), ehemalige Bundestagspräsidentin
- Friedrich von Schorlemer-Alst (1854–1934), preußischer Landrat
- Gudrun Klinker (* 1958), Informatikerin
- Lisa Paus (* 1968), Familienministerin
- Peter Lüttmann (* 1969), Bürgermeister